# 滨田英明
滨田英明（Hideaki Hamada，1977年—）是日本的摄影师，出生于日本的大阪，滨田英明自青年时代起就用胶片相机开始摄影。2010年两个孩子诞生，之後滨田英明开始记录儿童的日常。

## 资料来源
- 我不知道日本風格是什麼，我只想要捕捉尋常的美好——專訪濱田英明 （页面存档备份，存于）
- 日本攝影師「濱田英明」 （页面存档备份，存于）
- Hideaki Hamada (滨田英明) | 温暖的家庭写真- 人像摄影 （页面存档备份，存于）